# OÖ. Sensenschmiedemuseum

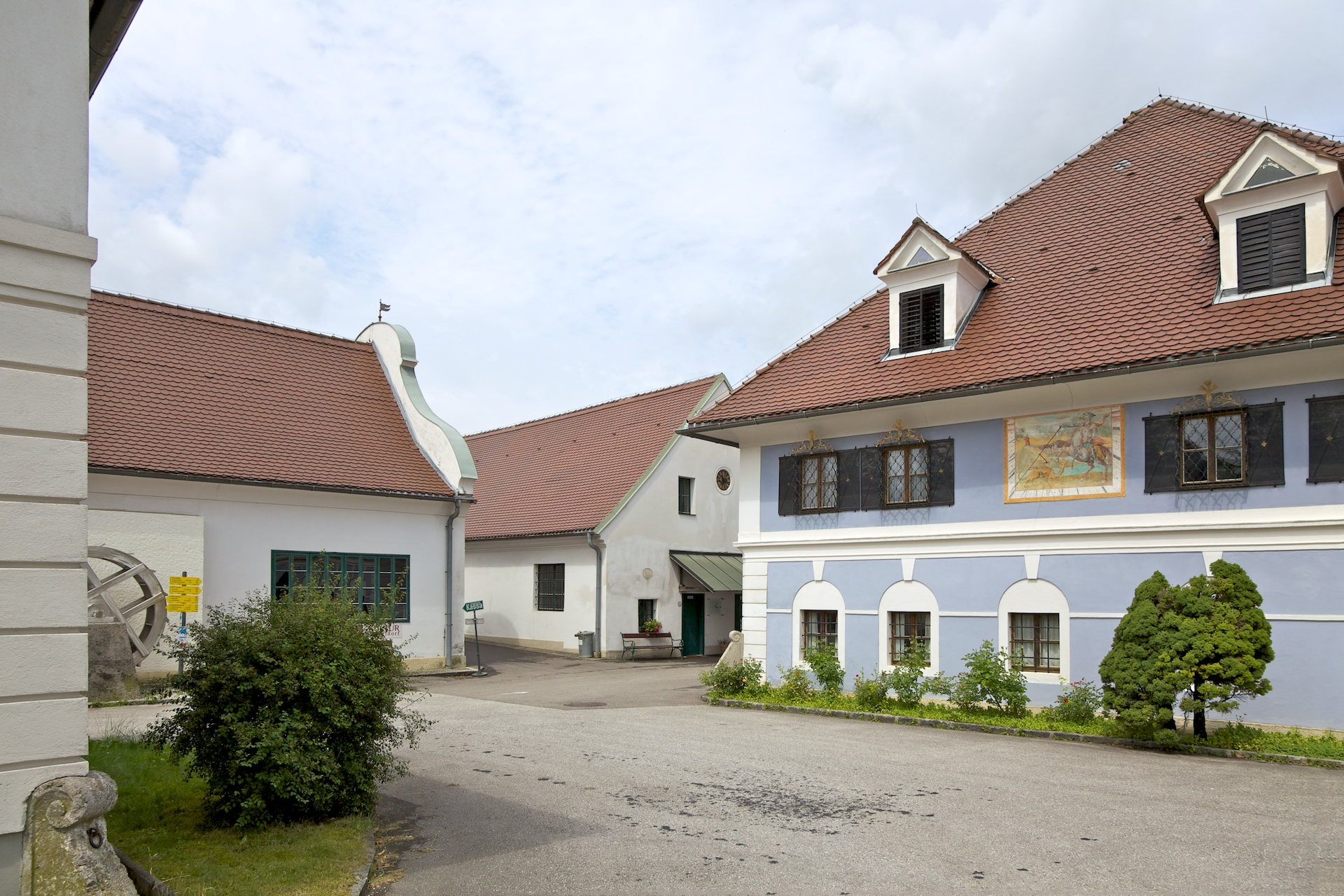
OÖ. Sensenschmiedemuseum in Micheldorf

Das OÖ. Sensenschmiedemuseum ist ein Museum der Technikgeschichte und Freilichtmuseum in Micheldorf in Oberösterreich. Auf dem Gelände der ehemaligen Sensenschmiede am Gries werden Geschichte, Arbeitswelt und Kultur der Sensenschmiede gezeigt.

## Geschichte
Die Sensenschmiede am Gries war eines der ältesten und über Jahrhunderte das größte der zwölf Micheldorfer Sensenwerke. Der Gewerke Caspar Zeitlinger galt im 19. Jahrhundert als größter und wichtigster Sensenfabrikant der Monarchie. Die Sensen mit der Hausmarke Kelch gingen zum Großteil in den Export und waren für ihre besondere Qualität bekannt.
Auf dem Gelände jenes erst 1966 stillgelegten Gradnwerkes wurde 1978 das OÖ. Sensenschmiedemuseum unter der wissenschaftlichen Leitung von Franz C. Lipp und Kurt Holter eröffnet. Der Standort war Teil der dezentralen Landesausstellung 1998 Land der Hämmer – Heimat Eisenwurzen. Zu diesem Anlass wurde die Ausstellung des Museums neu gestaltet. 
Das OÖ. Sensenschmiedemuseum wurde 2003 mit dem Österreichischen Museumsgütesiegel ausgezeichnet.
2015 wurde das Museum von der Gesellschaft für Landeskunde und Denkmalpflege Oberösterreich erworben, um den Fortbestand des Museums zu sichern. Ab 2016 sollen die historischen Gebäude saniert und ein neues Ausstellungskonzept erarbeitet werden. Für den Museumsbetrieb bleibt weiterhin der „Verein zur Pflege und Erhaltung der Kulturgüter der Sensenschmiede“ mit Sitz in Micheldorf verantwortlich.

## Ausstellung

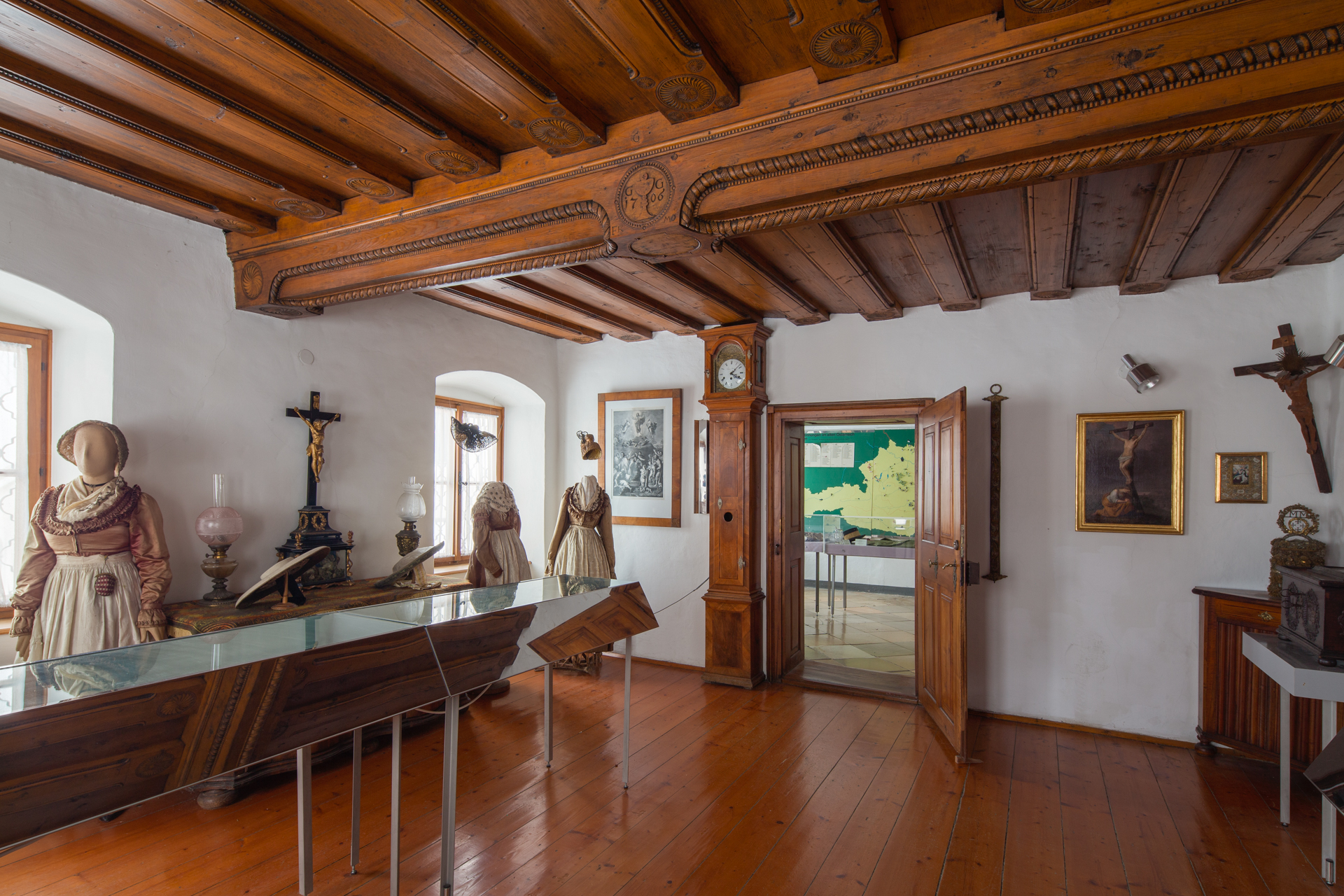
Barocke Balkendecke im Zunftzimmer

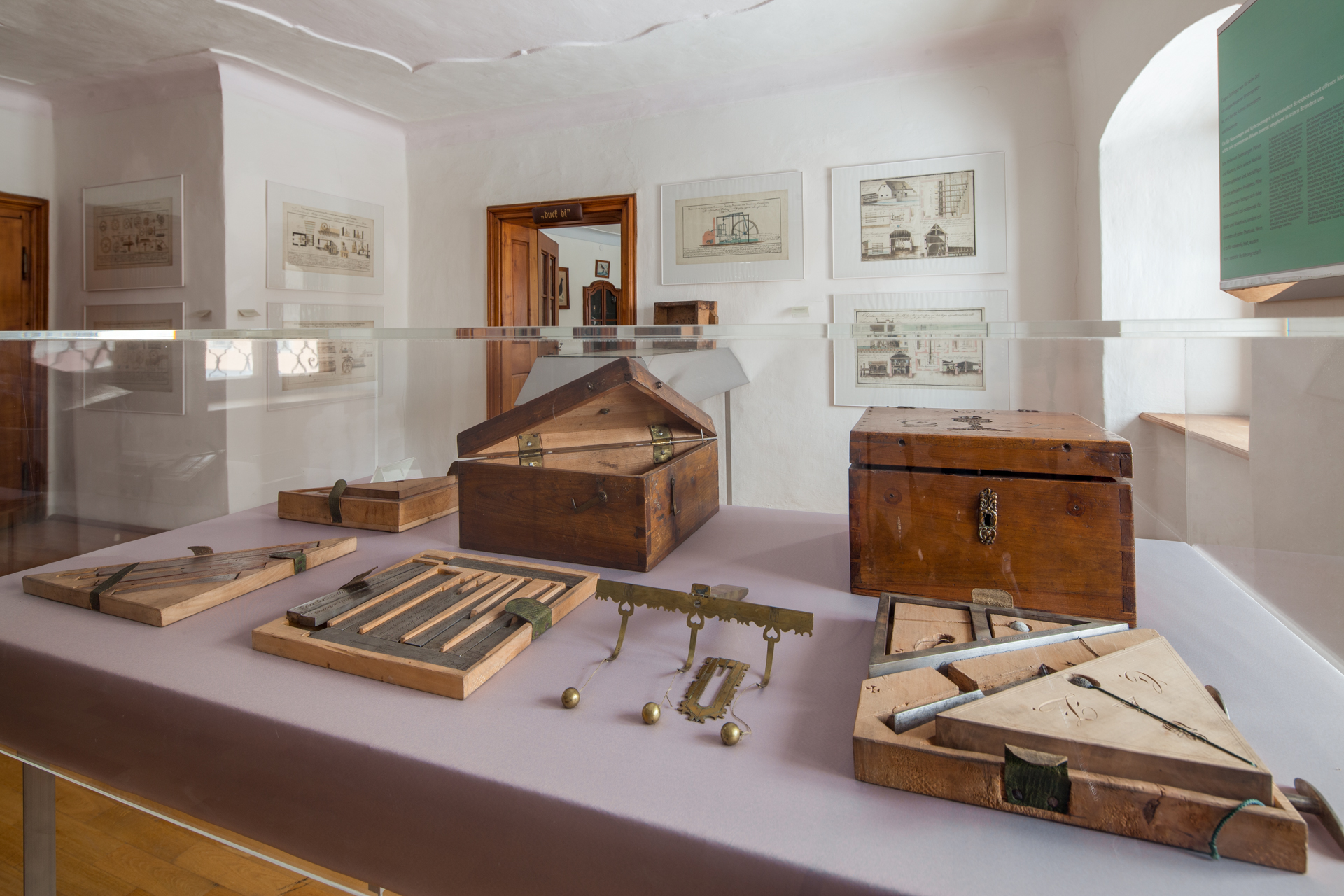
Vitrine mit Messinstrumenten

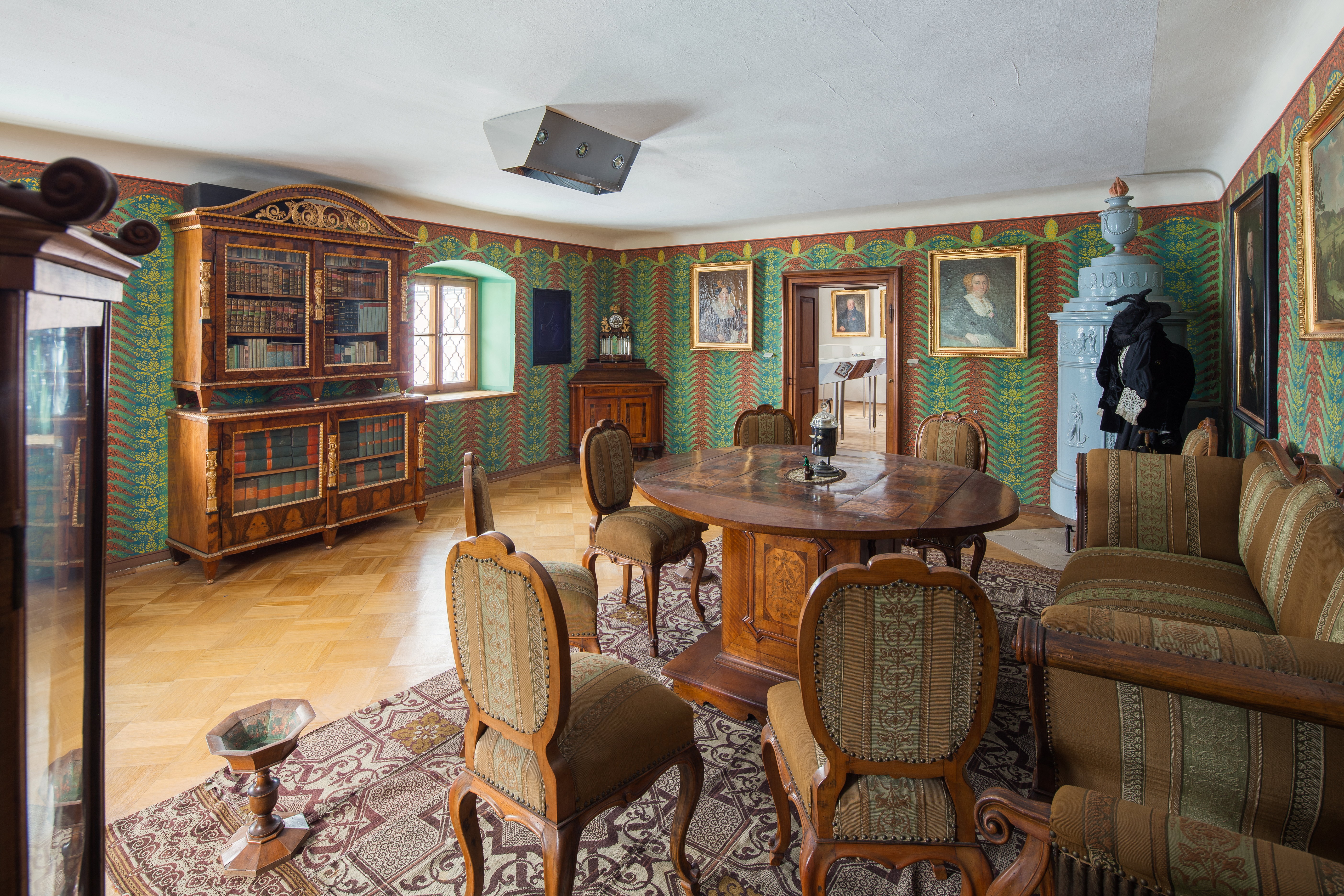
Blumauerzimmer

Drei Gebäude des ehemaligen Sensenwerkes sind heute museal adaptiert und können im Rahmen einer Führung besucht werden. 

### Hammer
Im Hammergebäude mit seiner originalen Innenausstattung lassen sich die etwa 20 zur Produktion einer Sense nötigen Arbeitsschritte nachempfinden. Ein Kleinhammer kann elektrisch in Betrieb gesetzt werden und vermittelt so anschaulich, warum die meisten Sensenschmiede sprichwörtlich hammerterrisch (also schwerhörig vom Lärm der Hämmer) waren.

### Herrenhaus
Das Herrenhaus dokumentiert mit seiner reichen Ausstattung Kultur, soziale Stellung und Repräsentationsbedürfnis der Sensengewerken. Im Herrenhaus wohnte nicht nur die Gewerkenfamilie, hier befanden sich auch die Räume der Geschäftsleitung, wurden Mitarbeiter verköstigt und wohnten Dienstboten. 

### Kram
Gegenüber dem Herrenhaus befindet sich die „Kram“, die zur Verpackung und Lagerung und zum Versand der Sensen diente. Heute ist die Ausstellung in der Kram Themen wie der Beschaffung der Rohstoffe, der Endfertigung und dem Sensenabsatz gewidmet.

## Veranstaltungen
In unregelmäßigen Abständen wird eine „Sengsschmiedroas“, eine geführte Wanderungen zu ehemaligen Micheldorfer Sensenwerken mit musikalischer Begleitung veranstaltet.